# Johann Peter Waldeck

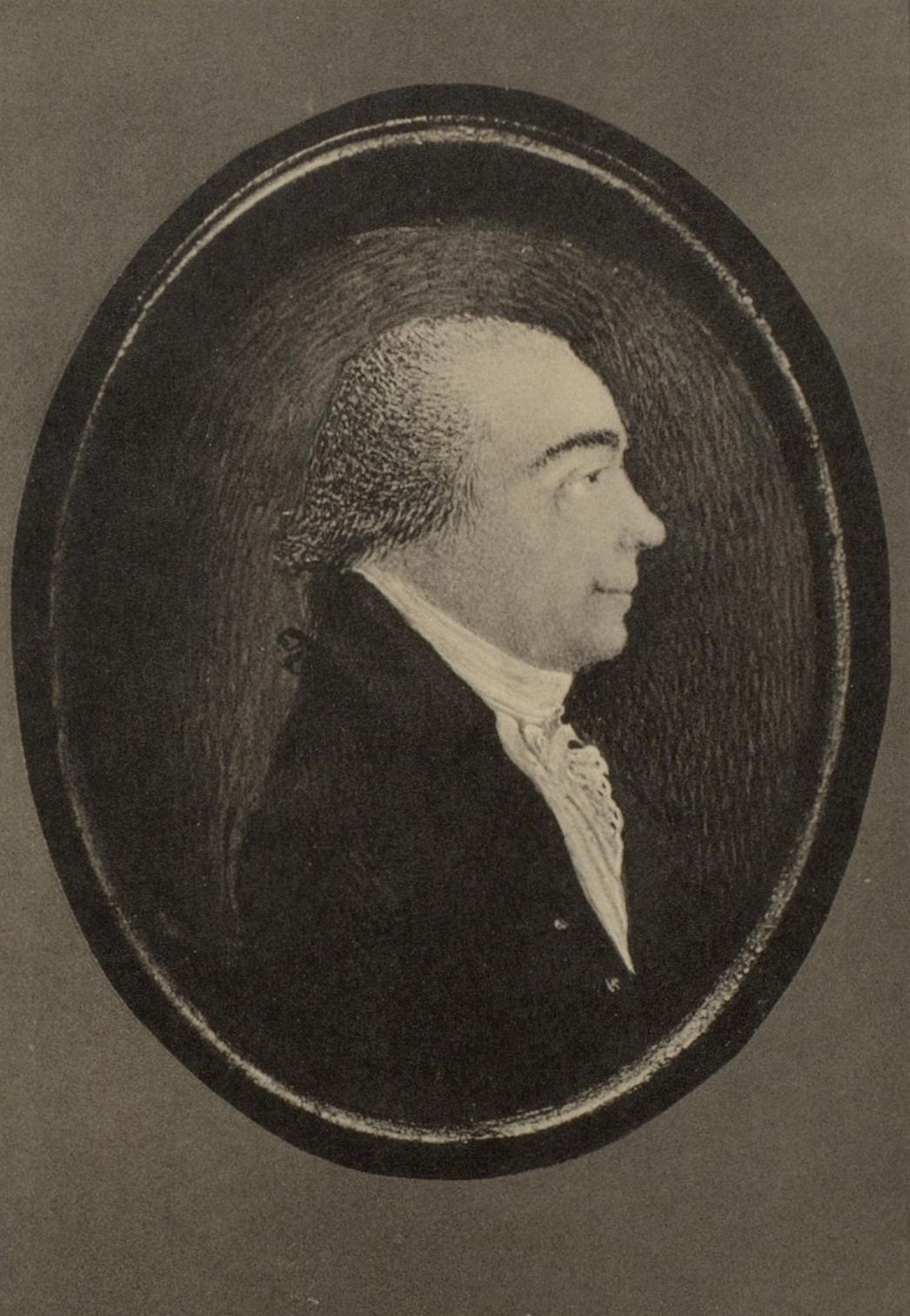
Johann Peter Waldeck

Johann Peter Waldeck (* 20. Mai 1751 in Kassel; † 16. Juli 1815) war Professor der Rechtswissenschaften in Göttingen.
Zu seinem Geburtsjahr gibt es widersprüchliche Angaben zwischen 1750 und 1758.

## Leben
1780 wurde er an der Universität Göttingen Privatdozent, 1782 außerordentlicher Assessor und 1784 ordentlicher Professor der Jurisprudenz. Spätestens 1793 war er auch Dekan.
Seine Kinder waren Christiane Sophie Luise († 1834; Mutter des Sprachforschers Albert Höfer) und Friederica Wilhelmine Minna (* 15. April 1788; † 1831; zweite Gattin von Carl Friedrich Gauß).

## Veröffentlichungen
- Teutschlands litterarische Annalen der Rechtsgelehrsamkeit; 1780